# Robert Bond
Sir Robert Bond KCMG (* 26. Februar 1857 in St. John’s, Neufundland; † 16. März 1927 in Whitbourne, Neufundland) war ein kanadischer Politiker der Liberalen Partei und zwischen 1900 und 1909 Premierminister von Neufundland.

## Leben
Bond begann seine politische Laufbahn 1882, als er als Protégé von Premierminister William Whiteway bei den allgemeinen Wahlen erstmals zum Mitglied des Abgeordnetenhauses gewählt wurde. Bereits 1884 wurde er zum Sprecher (Speaker) des Abgeordnetenhauses gewählt, übte dieses Amt jedoch nur ein Jahr bis zur Wahlniederlage der Liberal Party 1885 aus.
Nachdem die Liberale Partei 1889 die Wahlen zum Abgeordnetenhaus gewann und Whiteway wieder Premierminister wurde, berief dieser ihn als Kolonialsekretär in den Exekutivrat der britischen Kolonie. Dieses Amt übte er bis zur Niederlage der Liberalen bei den allgemeinen Wahlen aus und wurde nach dem Rückzug Whiteways aus der Politik als dessen Nachfolger zum Vorsitzender der Liberalen Partei von Neufundland gewählt. In dieser Funktion war er zugleich Führer der Opposition im Abgeordnetenhaus.
Als die Regierung der konservativen Tory Party von Premierminister James Spearman Winter durch ein Misstrauensvotum gestürzt wurde, wurde Bond mit der Bildung einer neuen Regierung beauftragt und am 6. März 1900 Premierminister der Kolonie Neufundland.
Bei den allgemeinen Wahlen am 8. November 1900 erzielte die Liberal Party mit Bond einen Erdrutschsieg: Mit 32 von 36 Mandaten im Abgeordnetenhaus errang sie die bis dahin größte Mehrheit im Parlament Neufundlands. 1901 wurde er zum Knight Commander des Order of St. Michael and St. George in den persönlichen Adelsstand erhoben und führte fortan das Prädikat Sir. Auch bei den Wahlen vom 31. Oktober 1904 erreichte Bond einen weiteren beeindruckenden Wahlsieg und gewann nunmehr 30 Sitze im Abgeordnetenhaus.
Bond blieb auch nach der Änderung des Rechtsstatus Neufundlands von einer Kolonie in ein Dominion im Dezember 1907 Premierminister. Die nächsten Wahlen zum Abgeordnetenhaus am 2. November 1908 führten jedoch zu einer Verfassungskrise, da sowohl Bonds Liberale Partei als auch die von Edward Morris geführte People’s Party jeweils 18 Parlamentsmandate gewannen. Er trat daraufhin am 22. Februar 1909 vom Amt des Premierministers zurück, dass Morris schließlich am 2. März 1909 übernahm. Bei den von Morris ausgerufenen vorgezogenen Neuwahlen gewann die People’s Party mit 26 Sitzen eine breite Mehrheit, während die Liberal Party nur noch zehn Mandate erhielt und Bond wieder Führer der Opposition wurde.
Diese Funktion behielt er noch bis Ende 1913 und wurde dann Anfang 1914 als Vorsitzender der Liberalen und Oppositionsführer von James M. Kent abgelöst. Am 10. Januar 1914 legte er sein Mandat als Mitglied im Abgeordnetenhaus Neufundlands nieder und zog sich aus dem öffentlichen Leben zurück.

## Ehrungen
Am 28. November 1975 ehrte die kanadische Regierung, vertreten durch den für das Historic Sites and Monuments Board of Canada zuständigen Minister, Robert Bond und erklärte ihn zu einer „Person von nationaler historischer Bedeutung“.